# Alapműveletek

Az alapműveletek jelei

A matematikában használt négy alapművelet az összeadás, a kivonás, a szorzás és az osztás.

## Összeadás
A legalapvetőbb művelet az összeadás, amelyben a tagokat összeadandóknak míg az eredményt összegnek nevezzük. Az összeadás jele a + (plusz jel). 
Az összeadás komutatív és asszociatív, vagyis a tagok felcserélhetők illetve csoportosíthatók.
{\displaystyle a+b+c=b+a+c=(a+b)+c=b+(a+c)=c+(b+a)} ...

## Kivonás
A kivonás az összeadás megfordítása. A kivonás jele a — (mínusz jel). Az {\displaystyle a-b=c} kifejezésben a a kisebbítendő, b a kivonandó és c a különbség.
{\displaystyle a-b=c}  →  {\displaystyle c+b=a}, {\displaystyle a-c=b}
A kivonás se nem komutatív és se nem asszociatív.

## Szorzás
A szorzás vagy sokszorozás, a számtani alapműveletek egyike. A szorzás jele a x (kereszt) vagy · (pont). Az algebrában mindkettőt elhagyják, míg a programnyelvekben a jele a * (csillag). A tényezőket (tagokat) szorzónak illetve szorzandónak, míg az eredményt szorzatnak nevezzük.
A szorzás komutatív {\displaystyle a\cdot b=b\cdot a}, asszociatív {\displaystyle (a\cdot b)\cdot c=a\cdot (b\cdot c)} és disztributív az összeadásra illetve a kivonásra: 
{\displaystyle a\cdot (b+c)=a\cdot b+a\cdot c}
{\displaystyle a\cdot (b-c)=a\cdot b-a\cdot c}
{\displaystyle (b-c)\cdot a=b\cdot a-c\cdot a}

## Osztás
Az osztás a szorzás fordítottja, melynek a jele a : (kettőspont) vagy tört formában kifejezve a — (törtjel).
Az a:b=c, a/b=c, {\displaystyle {\frac {a}{b}}=c} kifejezésekben a az osztandó, b az osztó és c a hányados.
Az osztás nem kommutatív és nem asszociatív, de jobbról disztributív az összeadásra és a kivonásra.
{\displaystyle {\frac {a+b}{c+d}}={\frac {a}{c+d}}+{\frac {b}{c+d}}}
{\displaystyle {\frac {a-b}{c+d}}={\frac {a}{c+d}}-{\frac {b}{c+d}}}